# Siavash Yazdani
Siavash Yazdani Aghdam (persisch سیاوش یزدانی اقدم; * 2. März 1992 in Maschhad) ist ein iranischer Fußballspieler.

## Karriere

### Klub
Er startete seine Karriere in der Jugend von Payam Mashhad und wechselt hier zur Saison 2012/13 von der dortigen U21 in die erste Mannschaft von Siah Jamegan. Nach zwei Spielzeiten hier wechselte er anschließend ablösefrei weiter zu Paykan Teheran. Wo er nun auch Einsätze in der ersten iranischen Liga bekam. Nach einem Abstieg und einem Wiederaufstieg folgte schließlich zur Saison 2017/18 sein Wechsel zum Sepahan FC. Diese verließ er wiederum nach weiteren zwei Spielrunden um nun seit der Saison 2019/20 im Kader von Esteghlal Teheran zu stehen, diesem gehörte er auch mit Ausnahme auf eine Leihe zu Malavan Anzali von März bis August 2022 auch durchgehend an.

### Nationalmannschaft
Sein Länderspieldebüt für die A-Nationalmannschaft gab er bei einem 1:0-Sieg über die VAE während der Qualifikation für die Fußball-Weltmeisterschaft 2022 am 1. Februar 2022, wo er zur 83. Minute für Milad Mohammadi eingewechselt wurde.